# حسن شجاعی علی‌آبادی
حسن شجاعی علی‌آبادی (متولد ۱۳۵۹-خرمدره) روحانی و سیاستمدار ایرانی است. وی توانست در یازدهمین انتخابات مجلس شورای اسلامی با کسب ۱۹ هزار و ۴۵۴ رای، از حوزه انتخابیه ابهر، خرمدره و سلطانیه از استان زنجان انتخاب گردد. وی نماینده شهرستان های ابهر، خرمدره و سلطانیه در مجلس شورای اسلامی بود.
حسن شجاعی علی آبادی۲۲ سال سابقه حوزوی و ۸ سال سابقه شرکت در درس خارج فقه و اصول دارد. در کنار تحصیلات حوزوی در حیطه تحصیلات دانشگاهی خود در مقطع کارشناسی در رشته معارف اسلامی و حقوق از موسسه آموزشی پژوهشی امام خمینی، در مقطع کارشناسی ارشد در رشته حقوق جزا و جرم شناسی از دانشگاه مفید و در مقطع دکتری نیز در رشته حقوق کیفری و جرم شناسی در دانشگاه عدالت تهران مشغول به تحصیل گردید.

## حواشی

### کارت پایان خدمت
طبق قانون قبلی انتخابات داوطلبان نمایندگی مجلس شورای با داشتن معافیت دائم یا موقت و معافیت تحصیلی و همچنین پایان خدمت وظیفه عمومی می‌توانستند در انتخابات شرکت و در صورت کسب رای از سوی مردم راهی مجلس شورای اسلامی شوند، اما در قانون جدید باید حتماً دارای معافیت دائم و یا پایان خدمت وظیفه عمومی قانونی باشند. 
«حسن شجاعی علی آبادی» در انتخابات یازدهمین دوره مجلس شورای دارای معافیت موقت بوده و با این معافیت می‌توانست در انتخابات شرکت و به‌عنوان نماینده مردم راهی مجلس شود که این اتفاق هم روی داده و او اکنون در مجلس شورای اسلامی حضور دارد. بنا بر اعلام دفتر نماینده ابهر و خرمدره، معافیت شجاعی به‌خاطر تحصیل در حوزه مشمول معافیت تحصیلی شده بود.
اما در قانون جدید انتخابات شجاعی، به دلیل داشتن معافیت موقت حق شرکت در انتخابات امسال را نداشت و باید معافیت دائم و یا پایان خدمت وظیفه عمومی قانونی را ارائه می‌کرده است.
پس از اطلاع افکار عمومی از ثبت‌نام اولیه شجاعی و تأیید وی توسط هیات‌های اجرایی برخی انتقادات علیه وی آغاز کردند و تعدادی مدعی شدند شجاعی خدمت سربازی خود را طی نکرده است. .

### اظهار نظر در مورد خامنه‌ای
اظهارات حسن شجاعی علی‌آبادی در خصوص نحوه انتخاب وزرای دولت سیزدهم به پیشنهاد خامنه‌ای واکنش‌هایی را به همراه داشت. شجاعی در اظهارت نظری گفته بود: آقای رئیسی با حضرت آقا (خامنه‌ای) درمورد تک‌تک وزرایی که بنا بود از مجلس بیایند صحبت کرده و اجازه گرفته یعنی خود آقا که گفته به پست‌های اجرایی چشم ندوزید، درمورد تک تک وزرا اجازه حضرت آقا وجود دارد.
پس از واکنش‌های شدید نسبت به دخالت‌های خامنه‌ای در چینش دولت دفتر حسن شجاعی علی‌آبادی، در اطلاعیه‌ای اعلام کرد: «نقل قولی از آقای شجاعی نماینده مجلس، در سایت دیدبان ایران منتشر شده بدینوسیله به اطلاع می‌رسانیم این اظهارات که در یک جلسه دانشجویی بیان شده مستند به چند منبع غیررسمی بود که اطمینان نسبی مبنی بر صحت این انتساب حاصل شده بود اما با تحقیق دقیق‌تر روشن شد انتساب این مطالب به رهبر معظم انقلاب ثابت نیست؛ لذا بدینوسیله اصلاح می‌گردد.».